# Michele Kerbaker
Michele Kerbaker (Turín, 10 de septiembre de 1835 - Nápoles, 20 de septiembre de 1914) fue un lingüista, glotólogo y sanscritista italiano.

## Biografía
Tras completar sus estudios en Turín, se trasladó a Nápoles en la década de 1860, asistiendo a los cursos de Giacomo Lignana en la Universidad local. Tras enseñar en el Liceo Clásico "Umberto I", obtuvo la cátedra de Lenguas y Literaturas Comparadas que había sido de Lignana en 1872. Fue director y profesor del Colegio Asiático (desde 1888 Real Instituto Oriental), y en 1907 ingresó en la Academia Nacional de los Linces.
Profundo conocedor de la literatura clásica y moderna, fue sobre todo indólogo y autodidacta del sánscrito. Fue uno de los primeros en ocuparse de la mitología comparada. Kerbaker partió de la reflexión lingüística sobre los textos fuente para llegar a una interpretación de los modelos culturales de la India de los Rishis, los poetas nómadas que poblaban entonces las cuencas del Indo y el Ganges. Percibió su profundo contacto con la naturaleza, cuyas fuerzas estaban personificadas en deidades luminosas que tenían el poder de proteger a los Rishis de las tribus guerreras que habitaban los bosques que tenían que atravesar cuando descendían del Himalaya hacia el Indo.
Fue defensor, junto con Alfredo Piazzi y Carlo Cantoni, de la libertad de los sistemas educativos, a la que se opuso el ministro Giovanni Gentile.
Sus traducciones de los himnos védicos y otros poemas indios -que en muchos casos constituyen la primera versión italiana de la historia- como el Mahābhārata y los dramas de Kalidasa (Abhijñānaśākuntala, "El reconocimiento de Shakúntala") y Sudraka (Mrichakatika, "El carrito de arcilla") le convirtieron en uno de los principales sanscritistas italianos de la época junto con Vittorio Rugarli. Se propuso traducir los conceptos originales del Rigveda, el primero de los cuatro textos védicos, y también editó la versión del famoso himno a la Aurora que contiene, fuente de inspiración, por otra parte, del dístico elegíaco All'Aurora, una de las primeras Odi barbare de Giosuè Carducci.

## Obras
- La filologia comparata e la filologia classica, Napoli 1875
- La scienza delle religioni, prólogo inaugural del año académico, pronunciado en la Universidad de Nápoles el 16 de noviembre de 1882
- Shakespeare e Goethe nei versi di Vincenzo Monti, Firenze, Sansoni, 1897
- Il carretto di argilla, traducción de M. Kerbaker, Arpino, Giovanni Fraioli, 1908
- Scritti inediti, editado por Carlo Formichi y Vittore Pisani, 6 vols., Roma 1933-39
- Numerosas traducciones de la literatura europea clásica y moderna (Aristófanes, Goethe, etc.).